# Gail Devers
Yolanda Gail Devers (Seattle, 19 de noviembre de 1966) es una atleta estadounidense especialista en pruebas de velocidad y vallas que se proclamó dos veces campeona olímpica de los 100 metros planos, en Barcelona 1992 y Atlanta 1996, además de ganar un buen número de medallas en campeonatos mundiales. 
Con frecuencia se le ha comparado con la holandesa Fanny Blankers-Koen, por su capacidad para brillar tanto en pruebas de velocidad como de vallas.

## Biografía

### Primera etapa
Su primera competición internacional importante fueron los Juegos Panamericanos de Indianápolis 1987, donde ganó el oro en los 100 m planos y los relevos 4 × 100 m.
Al año siguiente se clasificó para disputar los 100 m vallas en los Juegos Olímpicos de Seúl 1988, donde fue eliminada en semifinales. Pese a todo acabó el año 6ª en el ranking mundial de esta prueba con 12,61.
En los años siguientes se vio aquejada por una grave y extraña enfermedad llamada "Mal de Graves", que a punto estuvo de costarle la amputación de sus dos pies. Tuvo que someterse a terapia radiológica, y no reapareció hasta 1991. 
En los Campeonatos del Mundo de Tokio de ese año ganó la medalla de plata en los 100 m vallas, por detrás de la soviética Ludmila Narozhilenko.

### Barcelona 1992
Su consagración llegó unos meses después en los Juegos Olímpicos de Barcelona 1992. Se clasificó para disputar tanto los 100 m planos como los 100 m vallas, aunque la mayoría consideraba que sus mayores opciones estaban en esta última prueba. Sin embargo sorprendió a todos ganando el oro en los 100 m planos haciendo su mejor marca personal (10,82), por delante de la jamaicana Juliet Cuthbert (10,83) y de la rusa Irina Priválova (10,84).
Intentó hacer el doblete ganando también en los 100 m vallas, algo que solo había conseguido la legendaria holandesa Fanny Blankers-Koen en 1948. Devers a punto estuvo de lograrlo, pero un tropiezo justo en la última valla cuando iba primera en la final, dio al traste con sus opciones y arrastrándose como pudo hasta la meta acabó en 5ª posición.
Además, la lesión provocada hizo que no pudiera participar en los relevos 4 × 100 m donde probablemente hubiera ganado otra medalla de oro.
En 1993 ganó el título de los 60 m planos en los mundiales indoor de Toronto. Meses después, en los mundiales al aire libre de Stuttgart, volvió a ganar el oro en los 100 m planos en una final apretadísima con la jamaicana Merlene Ottey. Además esta vez hizo el doblete ganando también los 100 m vallas.
En los mundiales de Gotemburgo 1995 no participó en los 100 m planos, pero revalidó su título mundial en los 100 m vallas.

### Atlanta 1996
Pese a ser la vigente campeona, no era la favorita para ganar el título en los 100 m planos en los Juegos Olímpicos de Atlanta 1996. Sin embargo demostró su gran capacidad competitiva y se impuso en la final de la prueba con un tiempo relativamente discreto de 10,94. Se convertía así en la segunda mujer de la historia en ganar dos títulos olímpicos en los 100 m planos, tras su compatriota Wyomia Tyus que lo había logrado en Tokio 64 y México 68.
Como le pasó en Barcelona, tampoco pudo aquí hacer el doblete en planos y vallas, ya que solo fue cuarta en la final de los 100 m vallas con 12,66. Eso sí, ganó otra medalla de oro en los relevos 4 × 100 m, en un equipo que formaban por este orden por Chryste Gaines, Gail Devers, Inger Miller y Gwen Torrence.
En 1997 ganó por segunda vez el título mundial indoor de los 60 m planos en París, pero en los mundiales al aire libre de Atenas no se clasificó para ningún evento individual y solo estuvo presente en el relevo 4 × 100 m, donde las estadounidenses ganaron la medalla oro con una gran marca de 41,47, récord de Estados Unidos y segunda mejor marca mundial de la historia.
En 1999 ganó en Sevilla su tercer título mundial en los 100 m vallas, mientras que solo pudo ser 5ª en los 100 m planos.
En 2000, durante las pruebas de clasificación para los Juegos Olímpicos de Sídney hizo 12,33 en los 100 m vallas, la mejor marca de su carrera, y que la situaban como cuarta de toda la historia, tras Yordanka Donkova (12,21), Ginka Zagorcheva (12,25) y Ludmila Engquist (12,26).
Ya en los Juegos de Sídney, que eran sus cuartos Juegos Olímpicos, solo participó en 100 m vallas y decepcionó ya que no se presentó a disputar las semifinales de la prueba, debido a un problema físico en el tendón de Aquiles.

### Última etapa
Aunque muchos pronosticaban su retirada, ella continuó entrenándose. En los mundiales de Edmonton 2001 ganó la medalla de plata en los 100 m vallas con 12,54, solo superada por su compatriota Anjanette Kirkland (12,42).
A principios de 2003 ganó por primera vez el título mundial indoor de 60 m vallas. Ya en el verano, en los mundiales al aire libre de París, fue 7ª en la final de los 100 m planos, mientras que fue eliminada en las semifinales de los 100 m vallas, debido al tropiezo que sufrió con uno de los obstáculos. Esto sirvió a sus rivales para recortar la distancia que Devers tenía sobre ellas.
A principios de 2004 ganó por tercera vez el título mundial indoor de los 60 m planos con una marca de 7,08. Conseguía también la plata en los 60 vallas con una marca de 7,83, por detrás de Perdita Felicien (7,75 RC.) Devers lograba así convertirse en la heroína estadounidense del atletismo. Ya con 37 años, participó en sus quintos y últimos Juegos Olímpicos, en Atenas 2004, en la prueba de los 100 m planos, siendo eliminada en las semifinales. También participó en los 100 vallas, pero no llegó a pasar ninguno de los obstáculos porque sufrió una lesión. Era la segunda atleta de Estados Unidos que participaba en cinco Juegos Olímpicos, tras Willye White.
Tras no competir durante todo el 2005, todos pensaron que ya se había retirado. Sin embargo retornó de forma sorpresiva a principios de 2006 para participar en los 60 m vallas de los Millrose Games de Nueva York, donde fue 4ª.
Sin embargo, y para sorpresa del mundo del atletismo, en el año 2007 reapareció en la 100 edición de los "Millrose Games", imponiendo su fuerza en los 60 vallas y proclamándose campeona. Además estableció la que fuera en su momento mejor marca mundial del año con 7,86, más adelante le fue robada por la sueca Kallur.
Además de sus triunfos en competiciones internacionales, también hay que destacar sus diez títulos de campeona de Estados Unidos al aire libre en 100 m vallas entre 1991 y 2004, además de dos títulos en 100 m planos en 1993 y 1994.
En 1999 creó la Gail Devers Foundation, una organización de carácter benéfico dedicada a promover el acceso a la educación, la salud y el deporte para niños con pocos recursos.
Su historia fue motivo para un telefilm titulado Run for the Dream: The Gail Devers Story' (1996) que recoge su enfermedad y como consiguió superarla para volver a triunfar en el atletismo.
Actualmente está casada con Mike Phillips. Entre 1988 y 1992 estuvo casada con Ron Roberts.

## Resultados

### Competiciones
| Año  | Competición          | Lugar               | Puesto                                                           | Marca             |
| ---- | -------------------- | ------------------- | ---------------------------------------------------------------- | ----------------- |
| 1991 | Campeonato del Mundo | Tokio, Japón        | 2.ª en 100 m vallas                                              | 12,63             |
| 1992 | Juegos Olímpicos     | Barcelona, España   | 1.ª en 100 m planos 5.ª en 100 m vallas                          | 10,82 12,75       |
| 1993 | Campeonato del Mundo | Stuttgart, Alemania | 1.ª en 100 m planos 1.ª en 100 m vallas 2.ª en Relevos 4 × 100 m | 10,82 12,46 41,49 |
| 1995 | Campeonato del Mundo | Gotemburgo, Suecia  | 1.ª en 100 m vallas                                              | 12,68             |
| 1996 | Juegos Olímpicos     | Atlanta, EE. UU.    | 1.ª en 100 m planos 4ª en 100 m vallas 1.ª en Relevos 4 × 100 m  | 10,94 12,66 41,95 |
| 1997 | Campeonato del Mundo | Atenas, Grecia      | 1.ª en Relevos 4 × 100 m                                         | 41,47             |
| 1999 | Campeonato del Mundo | Sevilla, España     | 5.ª en 100 m 1.ª en 100 m vallas                                 | 10,95 12,37       |
| 2001 | Campeonato del Mundo | Edmonton, Canadá    | 2.ª en 100 m vallas                                              | 12,54             |
| 2003 | Campeonato del Mundo | París, Francia      | 7ª en 100 m                                                      | 11,11             |

### Marcas personales
- 100 metros planos - 10,82 (Barcelona, 1992)
- 100 metros vallas - 12,33 (Sacramento, 2000)
- 60 metros planos indoor - 6,95 (Toronto, 1993)
- 60 metros vallas indoor - 7,74 (Boston, 2003)